# Neches
Neches (ang. Neches River) – rzeka w Stanach Zjednoczonych, w stanie Teksas, dopływ rzeki Sabine. Długość rzeki wynosi 669 km, a powierzchnia dorzecza – 25 930 km².
Źródło rzeki znajduje się na terenie hrabstwa Van Zandt, w pobliżu osady Colfax, na wysokości 170 m n.p.m. Rzeka płynie w kierunku południowo-wschodnim. Przepływa przez sztuczne zbiorniki wodne Palestine (utworzony 1960–1962) i B. A. Steinhagen (1947). W pobliżu miasta Port Arthur uchodzi do słonowodnego jeziora Sabine, na rzece Sabine, niedaleko jej ujścia do Zatoki Meksykańskiej.
Większe miasta położone nad rzeką, w dolnym jej biegu, to Beaumont, Port Neches i Port Arthur.